# ソフィー・ダール
ソフィー・ダール（Sophie Dahl、1977年9月15日 - ）は、イギリス・ロンドン生まれのモデル・女優・作家。母は作家のテッサ・ダール、父は俳優のジュリアン・ホロウェイ。父方の祖父は俳優のスタンリー・ホロウェイ、母方の祖父母は作家のロアルド・ダールと女優のパトリシア・ニールである。

## 概要

### モデル
18歳の時にロンドンで雑誌編集者のイザベラ・ブロウに見出されて、モデル界入りする。当初はその豊満なスタイルで、他のモデルとは違った"プラスサイズ・モデル"として活躍したが、その後かなりスリムになっている。イヴ・サンローランの香水"Opium"でヌードになった広告が有名だが、このポスターはイギリスでは公共の場に掲示することを禁止された。
2000年頃から女優として映画にも出演しているが、端役が多い。

### 作家
2003年に小説 "The Man with the Dancing Eyes" （『ダンシング・アイズ』上條ひろみ訳、アーティストハウスパブリッシャーズ）で作家デビュー。2007年には2作目となる"Playing with the Grown-Ups"を出版した。その他、Men's Vogue誌、The Guardian紙、The Observer紙、The New York Times Magazineなどにも寄稿している。2018年、Walker Booksと児童書4冊の出版契約を結び、翌年に第一弾として"Madame Badobedah"を出版。2021年には絵本"The Worst Sleepover in the World"を出版した。

## 私生活
2010年にイギリスの歌手ジェイミー・カラムと結婚。ダールの身長は183cm、カラムは164cmと、二人の身長差は19cmある。

## 著書

### 小説
- The Man with the Dancing Eyes, 2003年, ISBN 9781582343426（『ダンシング・アイズ』上條ひろみ訳、アーティストハウスパブリッシャーズ）
- Playing with the Grown-Ups, 2007年 ISBN 9780307388353

### 絵本
- Madame Badobedah, 2019年, 絵 Lauren O'Hara, ISBN 9781406384406
- The Worst Sleepover in the World, 2021年, 絵 Luciano Lozano, ISBN 9781406384413

### ライフスタイル
- Miss Dahl's Voluptuous Delights: Recipes for Every Season, Mood, and Appetite, 2009年, ISBN 9780061450990
- Miss Dahl's Guide to All Things Lovely, 2011年, ISBN 9780007340514
- Very Fond of Food: A Year in Recipes, 2012年, ISBN 9781607741787